# Lucas Neill
Lucas Neill (Sydney, 9 de Março, 1978) é um ex-futebolista profissional australiano. Neill atuava como zagueiro, era frequentemente convocado para jogar pela seleção australiana. Fez parte do elenco da seleção convocada para a Copa do Mundo de 2006.

## Carreira

### Inicio
Lucas Neill nasceu em Sydney, Austrália, em 9 de Março de 1978. Sua carreira no futebol começou em 1985 em Wakehurst no Under 7 Leopards, antes de sua família se mudou temporariamente para uma pequena aldeia chamada Takeley em Essex, Inglaterra. Dois anos depois, Lucas e sua família voltaram para sua casa em Frenchs Forest e talento do futebol de Lucas foi logo reconhecido. Ele começou a jogar futebol representante para Manly, onde ele progrediu através dos tempos, e suas performances notáveis logo foram recompensados com a seleção no New South Wales Under 13s, 14s e 15s.
No Under 15 campeonatos nacionais em Brisbane, Ron Smith, treinador do Instituto Australiano do Esporte (AIS), convidou Lucas para julgamento. Depois de ter sido oferecido um cargo na instalação esportiva de elite, Lucas mudou-se para Canberra, em novembro de 1993 para iniciar a sua bolsa de estudos na AIS. Ele era um estudante de live-in em treinamento intensivo e competir na Liga Nacional de Futebol (NSL) Liga da Juventude, continuando seus estudos, completando sua Higher School Certificate em 1995.

### Profissionalismo
Independentemente da forma de clube, o capitão Lucas Neill foi um artista altamente consistente na Austrália backline desde escorar sua posição em primeira equipes. Sua liderança em campo continua a ser inspirador e sua presença tem sido um contribuidor chave para o forte registo defensivo da Austrália nos últimos anos. Ele assumiu a braçadeira de capitão em outubro de 2006 tornando-se 50° capitão da Austrália no processo.
Neill é forte no desarme, bom no jogo aéreo e links de bem com o meio-campo fornecendo bola positivo e de qualidade. Agora entrincheirado com a equipe nacional em defesa central, Neill permanece capaz de preencher uma série de papéis que datam de sua juventude, quando ele foi utilizado em diversas capacidades, tanto para o clube eo país.
No entanto, outro graduado da geração de ouro da Austrália, que jogou no Torneio Olímpico de Futebol em casa, em Sydney em 2000. Sua carreira Socceroo é longo e remonta a uma estreia contra a Arábia Saudita em 1996, que viu Neill se tornou um dos mais jovens Socceroos da Austrália, aos 18 anos.
No entanto, talvez o principal ponto de viragem da sua carreira internacional foi o seu desempenho na duas pernas play-off vitória sobre o Uruguai, em novembro de 2005, que catapultou Austrália no palco do mundo, pela primeira vez em 32 anos. Neill realizada majestosamente e mostrou frieza em um ambiente de intensa tanto em casa e fora. Ele também casualmente encaixados casa um pênalti como Austrália triunfou no tenso cenário imaginável para uma disputa de pênaltis.
A boa forma continuou em 2006 a FIFA Palavra Cup ™ com Neill rocha sólida em todos os quatro jogos da Austrália. No entanto, o momento definidor da campanha viu Neill considera-se sujado Fabio Grosso, que permitiu que os eventuais campeões mundiais para o slot para casa um pênalti no último suspiro.Seleção Australiana de Futebol
Liderando Austrália na Copa da Ásia de 2007 foi uma grande honra, mas desta vez o torneio foi um decepcionante para Neill e seus colegas Socceroo. Austrália venceu apenas um jogo, com Neill demitido na derrota por 3-1 para o Iraque e, em seguida, perder um pênalti na derrota tiroteio contra o Japão em uma quartas-de-final.
A campanha da Copa do Mundo 2010 FIFA viu a Austrália conceder apenas quatro gols em 14 partidas com Neill um dos principais contribuintes para esse sucesso. O capitão começando nove jogos com os esforços defensivos particularmente significativos alcançados fora de casa contra os gostos de China, Japão e Uzbequistão.
No front interno Neill começou por ganhar um contrato no Millwall como um adolescente ao lado de bom amigo e companheiro Socceroo estrela Tim Cahill. Seis anos de sucesso resultou em um movimento para o Blackburn Rovers Neill onde permaneceu até alcançar performances de qualidade consistente. Apesar de ser ligado com o Liverpool, Neill assinou com o West Ham e, em seguida, brevemente, com Everton, antes de concordar com um acordo com o Galatasaray, onde se juntou Harry Kewell no clube baseado em Istambul.

## Seleção australiana
Embora Lucas fez a sua estreia internacional em 1996, e continuou a ser escolhido no time nacional, ele só cimentou o seu lugar na equipe australiana após a sua histórica vitória por 3-1 sobre a Inglaterra em 2003. Em 2005, Lucas jogou na Copa das Confederações, na Alemanha. Mais tarde, naquele ano, em novembro de 2005, ele fez parte da equipe que Socceroos famosa bater o Uruguai em Sydney, para assegurar a participação da Austrália na Copa do Mundo da FIFA pela primeira vez desde 1974.

### Copa 2006
Lucas Neill foi instrumental no centro da defesa para a Austrália na Copa do Mundo de 2006 na Alemanha. Os Socceroos, liderada pelo maestro holandês Guus Hiddink, progrediu através da fase de grupos, mas acabaria por sofrer uma perda 1-0 de partir o coração para a Itália na segunda rodada.
Em 7 de outubro de 2006, Lucas Neill fez sua estreia como o capitão da Austrália em um amistoso contra o Paraguai 1-1 em Brisbane. Este foi o início de um longo reinado como capitão da Socceroos, e atualmente se encontra em segundo lugar na lista de todos os tempos dos jogos comandados para a Austrália.

### Copa 2010 e Copa da Ásia 2011
Lucas capitão do Socceroos através de sua campanha de 2010 FIFA World Cup qualificação, e na Copa do Mundo na África do Sul. Apesar de bater a Sérvia e ganhar um empate contra Gana, os Socceroos foram incapazes de progredir passou a fase de grupos. Em janeiro de 2011, Lucas levou a equipe à final da Copa da Ásia no Catar, Austrália, onde perdeu por 1-0 para o Japão em tempo extra.